# ان‌جی‌سی ۷۸۱۴
ان‌جی‌سی ۷۸۱۴ (انگلیسی: NGC 7814) یک کهکشان مارپیچی است که در فاصله حدوداً ۴۰۰ میلیون سال نوری از ما در صورت فلکی اسب بزرگ جای دارد. کهکشان به صورت لبه‌ای از زمین دیده می‌شود. میدان ستاره‌ای پشت ان‌جی‌سی ۷۸۱۴ به دلیل چگالی کهکشان‌های کم‌نور و دوردست‌اش شناخته می‌شود.